# Gobernación de Transnistria
La Gobernación de Transnistria (en rumano: Guvernământul Transnistriei) fue un territorio conquistado a la Unión Soviética por las Potencias del Eje en la Segunda Guerra Mundial, durante la Operación Barbarroja, ocupado militarmente desde el 19 de agosto de 1941 hasta el 29 de enero de 1944 y administrado por Rumania
Limitaba al oeste con la gobernación de Besarabia, separada de Transnistria por el río Dniéster; por el este, con el Reichskommissariat Ukraine, administrado por la Alemania nazi, del que estaba separada por el Bug Meridional; y por el sur, con el mar Negro. Unía la actual Transnistria con las regiones ucranianas de Odesa, Vínnitsa y Pervomaisk (Mykolaiv). Según las autoridades rumanas la gobernación tenía 2 326 224 habitantes.

## Antecedentes
El 12 de junio, el dictador rumano Ion Antonescu fue el primer aliado de la Alemania nazi que recibió la noticia de los planes de Hitler de atacar próximamente la Unión Soviética, tras el despliegue de varias divisiones en la frontera soviética a petición alemana a comienzos del mes. Antonescu expresó su deseo de participar desde el comienzo en la invasión; deseaba no solo recuperar los territorios perdidos en junio de 1940, sino participar en lo que consideraba una cruzada cristiana contra el bolchevismo infiel. Prometió por tanto una cooperación militar y económica plena con Berlín.
El 22 de junio de 1941, Rumanía entró en la guerra, al lado de Alemania y sus aliados, atacando a la Unión Soviética, sin declaración de guerra previa. Era el inicio de una guerra considerada en Rumanía «guerra santa, anticomunista, justa y nacional», que causó entusiasmo entre gran parte de la población. Rumanía quería principalmente recuperar las provincias ocupadas por los soviéticos en junio de 1940 y eliminar definitivamente cualquier amenaza soviética. Los dirigentes rumanos y la población confiaban en que la campaña fuese corta gracias a la supuesta superioridad militar alemana.
En un mes de campaña, los rumanos retomaron Besarabia y el norte de Bucovina, lo que culminaba sus principales objetivos militares. El 3.er Ejército rumano, al mando en realidad de un general alemán, tomó la antigua capital de Cernăuţi el 4 de julio. Las operaciones de recuperaciones de las provincias perdidas en 1940 habían finalizado prácticamente el 27 de julio, habiendo sufrido Rumanía cerca de veintiún mil bajas.
El 27 de julio de 1941, Hitler que veía la Alianza como una oportunidad para concentrar los recursos alemanes en la guerra más al norte, envió una carta al Conducător Ion Antonescu en el que le solicitaba su cooperación y la de sus tropas colocadas a lo largo del río Dniéster, a cambio entregaría a Rumania la administración del área comprendida entre el río Dniéster y el río Bug Meridional, una región que nunca había sido parte de Rumania. Sin embargo debido al deseo de Antonescu de borrar la humillación, que para él había supuesto la entrega a Hungría de parte de la región de Transilvania, en el Segundo Arbitraje de Viena, aceptó la solicitud de Hitler el 31 de julio. El área ocupada por Rumania pasaría a llamarse Gobernación de Transnistria y su centro sería la ciudad de Odesa.

## Genocidio
Muchos judíos fueron deportados a Transnistria desde Besarabia y Bucovina. Durante el período 1941-1944, 200.000 romaníes y judíos fueron víctimas de la ocupación rumana de Transnistria. Al no ser territorio rumano, Transnistria se utilizó como campo de exterminio para el exterminio de judíos. Se establecieron guetos y los campos de concentración de Domanovka, Acmecetca y Bogdanovka, este último donde fueron sido asesinados en diciembre de 1941 entre 40 y 50 mil judíos.
El 22 de octubre, una bomba explotó en el cuartel general del ejército rumano en Odesa y mató a 67 oficiales alemanes y rumanos. Utilizando el incidente como excusa, las unidades del ejército rumano reunieron a 19 000 judíos en una plaza pública en la zona del puerto y fusilaron a muchos de ellos. Rociaron a otros con gasolina y los quemaron vivos. Al menos otros 20 000 judíos fueron reunidos en la cárcel local y luego llevados al pueblo de Dalnik. Allí, los rumanos dispararon a algunos de los judíos y encerraron a otros en almacenes que luego prendieron fuego. Las tropas rumanas dispararon y mataron a cualquier judío que intentara escapar del fuego.
Las autoridades rumanas establecieron varios guetos de facto y dos campos de concentración en Transnistria. Entre los más notorios de estos guetos (a los que los rumanos se referían como «colonias») estaba Bogdanovka, en la orilla occidental del río Bug meridional, donde miles de judíos fueron internados. En diciembre de 1941, las tropas rumanas, junto con los auxiliares ucranianos, masacraron a casi todos los judíos en Bogdanovka; los tiroteos continuaron durante más de una semana. Los rumanos también masacraron a judíos en los campos de Domanevka y Akhmetchetkha. Los judíos devastados por el tifus se apiñaron en la «colonia» de Mogilev. Las autoridades rumanas establecieron campos de concentración en Pechora y Vapniarka en Transnistria en el invierno de 1941-1942. Vapniarka estaba reservado para los prisioneros políticos judíos deportados de Rumania propiamente dicha. De sus varios miles de prisioneros, muy pocos pudieron sobrevivir.
Entre 1941 y 1944, las autoridades alemanas y rumanas asesinaron o provocaron la muerte de entre 150 000 y 250 000 judíos rumanos y ucranianos en Transnistria. Aproximadamente 220 000 judíos rumanos fueron asesinados o murieron por maltrato durante el Holocausto, incluidos al menos 90 000 en el norte de Transilvania que fueron deportados a Auschwitz por las autoridades húngaras.
Antonescu y varios otros funcionarios del régimen rumano fueron juzgados después de la guerra. Antonescu fue condenado y ejecutado. Sin embargo, la mayoría de los perpetradores rumanos nunca comparecieron ante la justicia.

## Sección aérea

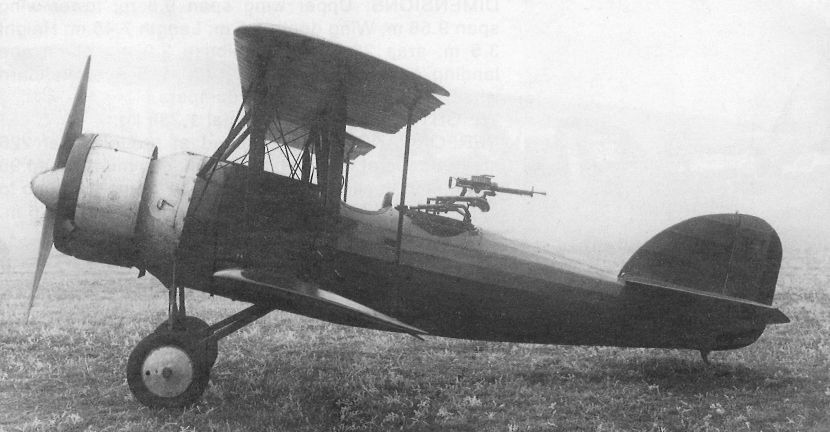
SET 7K

Transnistria tenía autonomía presupuestaria y, como tal, hacía uso de sus propios aviones, independientes del resto de la Real Fuerza Aérea Rumana. Los siguientes aviones comprendían la sección aérea de Transnistria:
| Modelo | Origen           | Número |
| ------ | ---------------- | ------ |
| Fw 58  | Alemania nazi    | 1      |
| SET 7K | Reino de Rumania | 3      |
| RWD 13 | Polonia          | 5      |
| Ju 52  | Alemania nazi    | 2      |

## División administrativa
La gobernación fue dividida en trece provincias (en rumano: judeţ) subdivididas en  municipios (municipiu), poblados (oraş) y distritos (raion).
- Judeţul Moghilău (Moghilău)
  - Oraşul Moghilău
  - Oraşul Şmerinca
  - Raionul Balchi
  - Raionul Copaigorod
  - Raionul Crasnoe
  - Raionul Iarişev
  - Raionul Sargorod
  - Raionul Şmerinca
  - Raionul Stanislavcic

- Judeţul Tulcin (Tulcin)
  - Oraşul Moghilău
  - Raionul Şmerinca
  - Raionul Braslav
  - Raionul Spicov
  - Raionul Trostineţ
  - Raionul Tulcin

- Judeţul Jugastru (Iampol)
  - Oraşul Iampol
  - Raionul Cernovăţ
  - Raionul Crijopol
  - Raionul Iampol
  - Raionul Tomaspol

- Judeţul Balta (Balta)
  - Oraşul Balta
  - Oraşul Berşad
  - Raionul Balta
  - Raionul Berşad
  - Raionul Cicelnic
  - Raionul Obadovca
  - Raionul Olgopol
  - Raionul Pesceana
  - Raionul Savrani

- Judeţul Râbniţa (Rîbniţa)
  - Oraşul Bârzula
  - Oraşul Râbniţa
  - Raionul Bârzula
  - Raionul Camenca
  - Raionul Codâma
  - Raionul Piesceanca
  - Raionul Râbniţa

- Judeţul Golta (Golta)
  - Oraşul Golta
  - Raionul Crivoe-Oziero
  - Raionul Domaniovca
  - Raionul Golta
  - Raionul Liubaşovca
  - Raionul Vradievca

- Judeţul Ananiev (Ananiev)
  - Oraşul Ananiev
  - Raionul Ananiev
  - Raionul Cernova
  - Raionul Petroverovca
  - Raionul Sfânta Troiţca
  - Raionul Siraievo
  - Raionul Valea Hoţului

- Judeţul Dubăsari (Dubăsari)
  - Oraşul Dubăsari
  - Oraşul Grigoriopol
  - Raionul Ciorna
  - Raionul Dubăsari
  - Raionul Grigoriopol
  - Raionul Ocna
  - Raionul Zaharievca

- Judeţul Tiraspol (Tiráspol)
  - Municipiul Tiraspol
  - Raionul Grosulova
  - Raionul Razdelnaia
  - Raionul Selz
  - Raionul Slobozia
  - Raionul Tebricovo
  - Raionul Tiraspol

- Judeţul Ovidiopol (Ovidiopol)
  - Oraşul Ovidiopol
  - Raionul Balaevca
  - Raionul Franzfeld
  - Raionul Ovidiopol
  - Raionul Vigoda

- Judeţul Odesa (Odesa)
  - Municipiul Odesa
  - Raionul Antono-Codincevo
  - Raionul Blagujevo
  - Raionul Ianovca
  - Raionul Odesa

- Judeţul Berezovca (Berezovca)
  - Oraşul Berezovca
  - Raionul Berezovca
  - Raionul Landau
  - Raionul Mostovoi
  - Raionul Veselinovo

- Judeţul Oceacov (Oceacov)
  - Oraşul Oceacov
  - Raionul Crasna
  - Raionul Oceacov
  - Raionul Varvarovca

## Población

División administrativa de Rumanía (incluida Transnistria), en 1942

En diciembre de 1941, las autoridades rumanas realizaron un censo en Transnistria y la estructura étnica fue la siguiente:

Estructura de la población en Rumanía (incluida Transnistria) según el censo de 1941.

| Etnia                             | Número     | %    | Rural     | Urbano  |
| --------------------------------- | ---------- | ---- | --------- | ------- |
| Ucranianos                        | 1 775 273  | 76,3 | 79,9      | 57,4    |
| Rumanos                           | 197 685    | 8,4  | 9,3       | 4,4     |
| Rusos                             | 150 842    | 6,5  | 2,4       | 27,9    |
| Alemanes (alemanes del mar Negro) | 126 464    | 5,4  | 5,9       | 2,7     |
| Búlgaros                          | 27 638     | 1,2  | 1,1       | 1,4     |
| Judíos                            | 21 852     | 0,9  | 0,7       | 2,0     |
| Polacos                           | 13 969     | 0,6  | 0,3       | 2,3     |
| Lipovanos                         | 968        | -    | -         | 0,1     |
| Tártaros                          | 900        | -    | -         | 0,1     |
| Otros                             | 10 628     | 0,5  | 10,2      | 1,7     |
| Total                             | 2 326 224* | 100  | 1 956 557 | 369 669 |

### Población urbana rumana (censo de diciembre de 1941)[10]
| Nombre      | Estatus | Población total | Población rumana | Proporción de población rumana |
| ----------- | ------- | --------------- | ---------------- | ------------------------------ |
| Moghilǎu    | pueblo  | 13 131          | 61               | 0,46 %                         |
| Șmerinca    | pueblo  | 10 502          | 29               | 0,27 %                         |
| Iampol      | pueblo  | 5075            | 20               | 0,39 %                         |
| Tulcin      | pueblo  | 3833            | 5                | 0,13 %                         |
| Bârzula     | pueblo  | 8812            | 314              | 3,56 %                         |
| Rîbnița     | pueblo  | 6998            | 1575             | 22,5 %                         |
| Balta       | pueblo  | 9538            | 156              | 1,63 %                         |
| Berşad      | pueblo  | 4361            | 1                | 0,02 %                         |
| Dubăsari    | pueblo  | 4033            | 1165             | 28,88 %                        |
| Grigoriopol | pueblo  | 8553            | 6182             | 72,27%                         |
| Ananiv      | pueblo  | 11 562          | 1,963            | 16,97 %                        |
| Golta       | pueblo  | 6436            | 61               | 0,94 %                         |
| Tiráspol    | ciudad  | 17 014          | 1285             | 7,55 %                         |
| Ovidiopol   | pueblo  | 4324            | 106              | 2,45 %                         |
| Odesa       | ciudad  | 244 572         | 3224             | 1,31 %                         |
| Berezovca   | pueblo  | 6090            | 72               | 1,18 %                         |
| Oceacov     | pueblo  | 4835            | 4                | 0,08 %                         |
| Total       | -       | 369 669         | 16 223           | 4,38 %                         |

### Población por provincias (censo de diciembre de 1941)[10]
| Nombre    | Población total | Población rumana | Proporción de población rumana |
| --------- | --------------- | ---------------- | ------------------------------ |
| Moghilău  | 293 884         | 176              | 0,059 %                        |
| Jugastru  | 240 406         | 74               | 0,030 %                        |
| Tulcin    | 147 184         | 11               | 0,007 %                        |
| Râbnița   | 217 403         | 54 660           | 25,142 %                       |
| Balta     | 255 107         | 1111             | 0,435 %                        |
| Dubăsari  | 138 861         | 56 257           | 40,513 %                       |
| Ananiev   | 142 401         | 19 748           | 13,867 %                       |
| Golta     | 139 013         | 4621             | 3,554 %                        |
| Tiraspol  | 189 809         | 48 427           | 25,513 %                       |
| Ovidiopol | 64 576          | 6036             | 9,347 %                        |
| Odesa     | 331 369         | 3543             | 1,069 %                        |
| Berezovca | 89 156          | 2820             | 3,162 %                        |
| Oceacov   | 76 822          | 203              | 0,264 %                        |

## Fin de la Gobernación de Transnistria
A principios de 1944, la economía rumana estaba arruinada principalmente debido a los enormes gastos de guerra, a la explotación económica alemana  y a los destructivos bombardeos aéreos aliados en toda Rumania, incluida la capital, Bucarest. Además, la mayoría de los productos enviados a Alemania se proporcionaron sin compensación monetaria. Como resultado de estas «exportaciones no compensadas», la inflación en Rumania se disparó, provocando un descontento generalizado entre la población, descontento que era compartido incluso por aquellos que habían sido los más fervientes partidarios de la alianza militar con Alemania y de la subsiguiente entrada en la Segunda Guerra Mundial.
La Gobernación de Transnistria se salvó relativamente de estos bombardeos aéreos, pero pronto el Ejército Rojo destruyó toda presencia rumana en la región. Durante la Ofensiva del Dniéper-Cárpatos, las tropas soviéticas cruzaron el río Bug superior el 11 de marzo y en apenas veinte días la Gobernación de Transnistria «desapareció». A finales de marzo de 1944, no había más tropas del Eje al este del río Dniéster, salvo en la rodeada capital de Odesa. Mientras tanto, el reemplazo del gobernador Alexianu ocurrió el 1 de febrero de 1944 por el gobernador militar, el teniente general Gheorghe Potopeanu (exministro de Economía rumano). El nombre Transnistria dejó de utilizarse y las autoridades fueron cada vez más conocidas como Gobierno Militar entre el Dniéster y el Bug.
El 28 de marzo, el Ejército Rojo tomó Nikoláyev y al día siguiente cruzó con fuerza el río Bug meridional. El 5 de abril cayó Razdelnaia y con ello se cortó la carretera entre Odesa y Tiráspol. El día 19, tras una breve pero encarnizada lucha, el Ejército Rojo volvió a entrar en Odesa. El 12 de abril, Tiráspol fue ocupada y cuatro días después toda Transnistria estaba nuevamente en manos soviéticas. Durante los últimos días, los alemanes se concentraron en la destrucción de Odesa, ya que la evacuación era imposible. Las instalaciones portuarias, algunas instalaciones industriales y los nudos de transporte fueron volados (incluso la planta de energía eléctrica, varios molinos, almacenes de pan, azúcar y otros alimentos fueron destruidos). De la población de Odesa, apenas quedaban 200 000 habitantes; muchos se habían escondido en los alrededores, mientras que otros habían buscado seguridad en el campo y el resto había sido exterminado por los rumanos.